# Getoelies

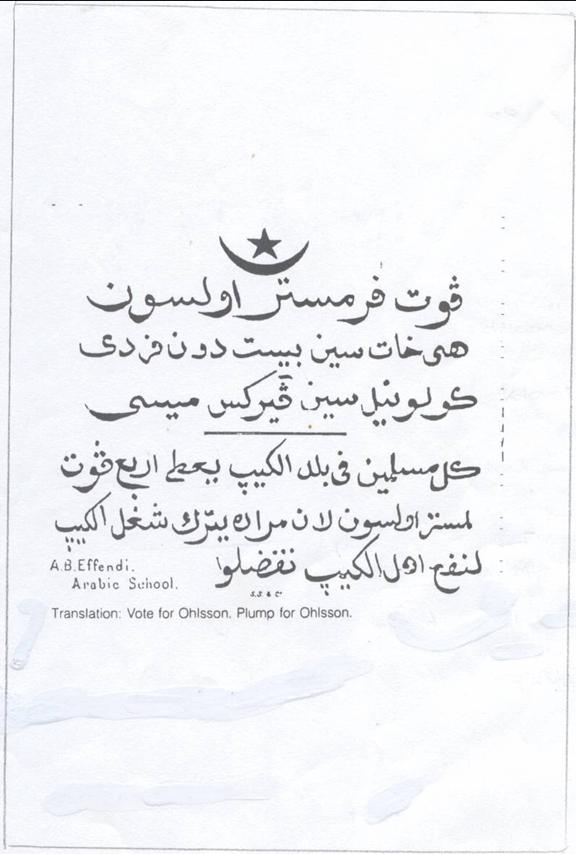
Politiek pamflet – een oproep om te gaan stemmen in het Afrikaans, geschreven in Arabische letters.

Getoelies is een term die in Zuid-Afrika gebruikt wordt om in Arabisch schrift geschreven Afrikaans aan te duiden.
Sommige van de eerste geschreven bronnen in het Afrikaans zijn Getoelies, deze teksten zijn geschreven door de moslimgemeenschap van Kaapstad, die vooral bestaat uit mensen van Indonesische en Maleise afkomst. Het woord vindt zijn oorsprong in Maleise woord tulis, dat "schrijven" betekent.